# Tirso Rodrigáñez y Sagasta
Tirso Timoteo Rodrigáñez y Mateo Sagasta (Logronyo, 24 de gener de 1853 - Madrid, 2 d'agost de 1935). Advocat, periodista i polític espanyol, va ser ministre d'Hisenda durant la regència de Maria Cristina d'Habsburg-Lorena i durant el regnat d'Alfons XIII.

## Biografia
Nebot del president del Govern i fundador del partit Liberal, Práxedes Mateo Sagasta. Després d'estudiar Dret en la Universitat Central de Madrid inicia la seva carrera professional d'advocat al mateix temps que desenvolupa la seva activitat periodística en el periòdic liberal "La Iberia" del que serà director entre 1876 i 1883. En 1883 es casà amb María Sánchez-Guerra Martínez, filla de José Sánchez Guerra y Martínez.
Membre del Partit Fusionista serà elegit diputat al Congrés per Logronyo a les eleccions generals espanyoles de 1881. Després de no obtenir acta de diputat en les següents eleccions, tornarà a resultar escollit pel districte d'Arnedo en les successives eleccions celebrades entre 1886 i 1903, per finalment ser triat senador vitalici en 1905.
Va ser ministre d'Hisenda entre el 19 de març i el 15 de novembre de 1902 als governs que, presidits per Sagasta, tancarien l'etapa de la Regència de Maria Cristina i van iniciar la del regnat d'Alfons XIII. Posteriorment tornaria a ocupar aquesta cartera ministerial entre el 3 d'abril de 1911 i el 12 de març de 1912 en el gabinet que presidiria José Canalejas y Méndez.
Va ser així mateix subsecretari d'Ultramar i de governació, i també governador del Banc d'Espanya tres cops, entre 1910 i 1911, entre 1917 i 1919 i, finalment en 1923.